# Tesla a.s.

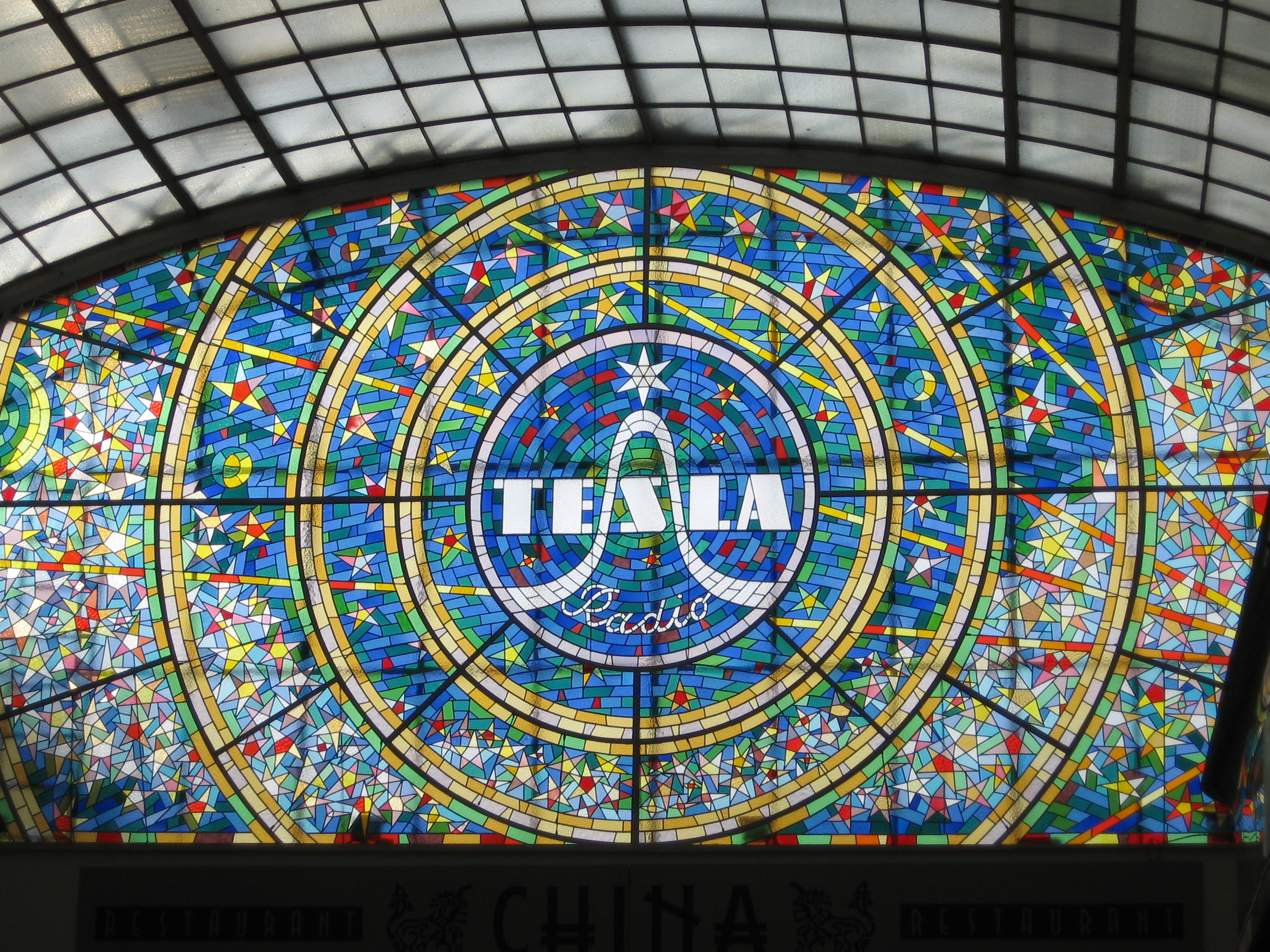
Glas-in-loodraam als advertentie voor Tesla Radio in de Praagse Světozor-passage (met wisselstroomgolf en vonkster)

TESLA (oorspronkelijk vernoemd naar Nikola Tesla, later backroniem van TEchnika SLAboproudá, in het Nederlands "laagspanningstechnologie") was vanaf 1946 een groot staatsconglomeraat van elektronicafabrikanten in Tsjecho-Slowakije . 
Daarvan overgebleven zijn tegenwoordig een handelsmerk en naambestanddelen van bestaande bedrijven in Slowakije en in Tsjechië. 

## Geschiedenis
Het bedrijf werd opgericht op 18 januari 1921 als Elektra. Tussen 1932 en 1945 was het eigendom van Philips. Na de Tweede Wereldoorlog werd het een staatsconcern van elektronicabedrijven, dat sinds 7 maart 1946 onder de naam TESLA onder meer op het gebied van radio- en radartechnologie produceerde en voornamelijk binnen het Oostblok leverde. Niet-socialistische exportlanden waren Syrië en Egypte. 
De afdeling voor passieve radarapparatuur werd in 1994 als ERA a.s. afgestoten. In 2007 werd TESLA vergeven aan een Ierse investeerder en in 2012 weer teruggekocht door het Tsjechische management. 
In het geschil met de Amerikaanse elektrische autofabrikant Tesla, Inc. werden in 2010 gebruiksrechten van het merk verleend. 

## Producten
Het assortiment van TESLA omvatte niet alleen systemen en grote apparaten maar bijvoorbeeld ook elektronische componenten, luidsprekers, telefoons en consumentenelektronica zoals radio's, bandrecorders en televisies. 
In 1945 begon de productie van gloeilampen, elektronenbuizen en radio's. Tussen 1989 en 1992 werden ook homecomputers van het merk MAŤO geproduceerd. TESLA-producten waren vaak niet concurrerend op de wereldmarkt. Binnen de Comecon had TESLA echter het monopolie op sommige producten. 
TESLA produceerde ook luchtverkeersleidingsradars op grotere schaal, meestal aanvankelijk als een licentieproductie van een Sovjetvoorganger met latere eigen ontwikkeling. Deze radars werden overal binnen de Comecon gebruikt en zijn nog steeds gedeeltelijk in werking vanwege hun robuuste mechanica en zijn alleen onderworpen aan een uitgebreide modernisering met conversie van buis- naar halfgeleidertechnologie. Dit deel van de productie is opgesplitst in verschillende kleine bedrijven die nog steeds actief zijn. Zo produceerde Tesla ook de passieve radarapparaten KOPÁČ, Ramona en Tamara voor militaire doeleinden.

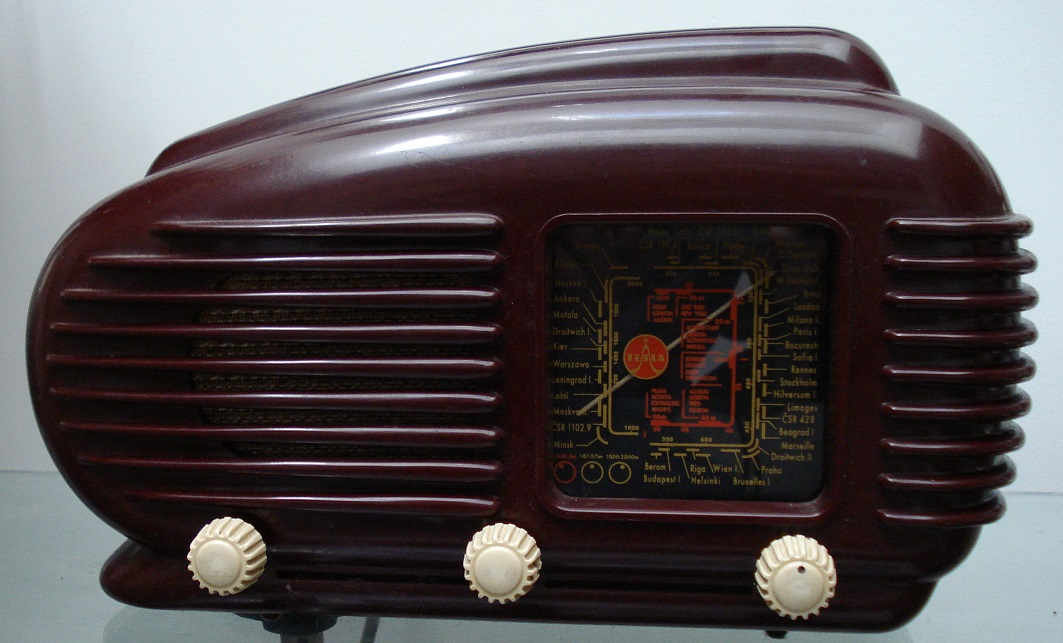
Talisman radio
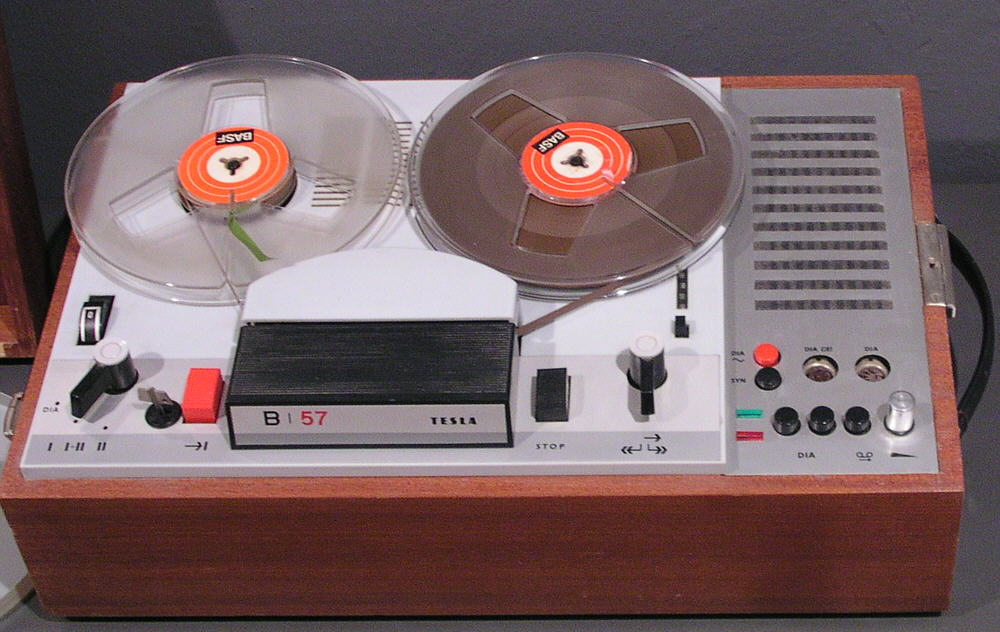
Bandrecorder Tesla B57
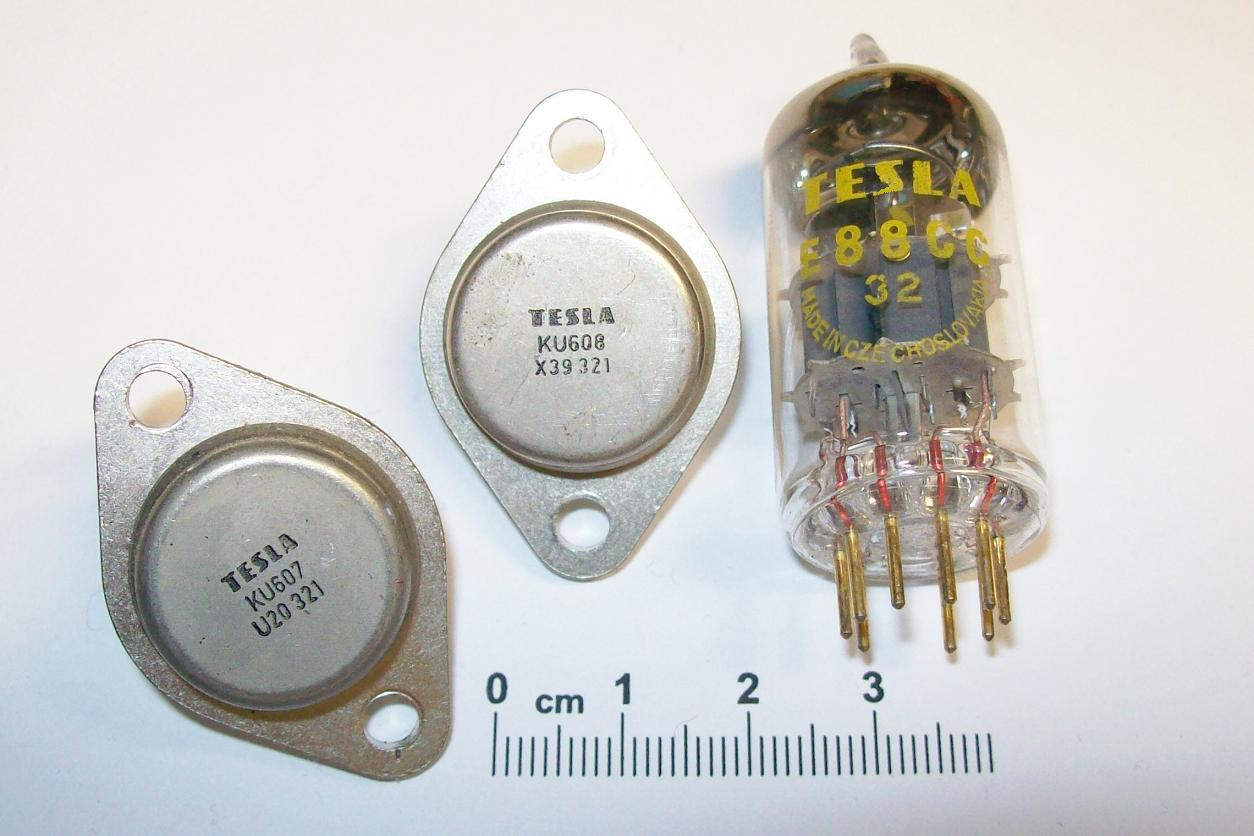
Elektronische componenten van TESLA
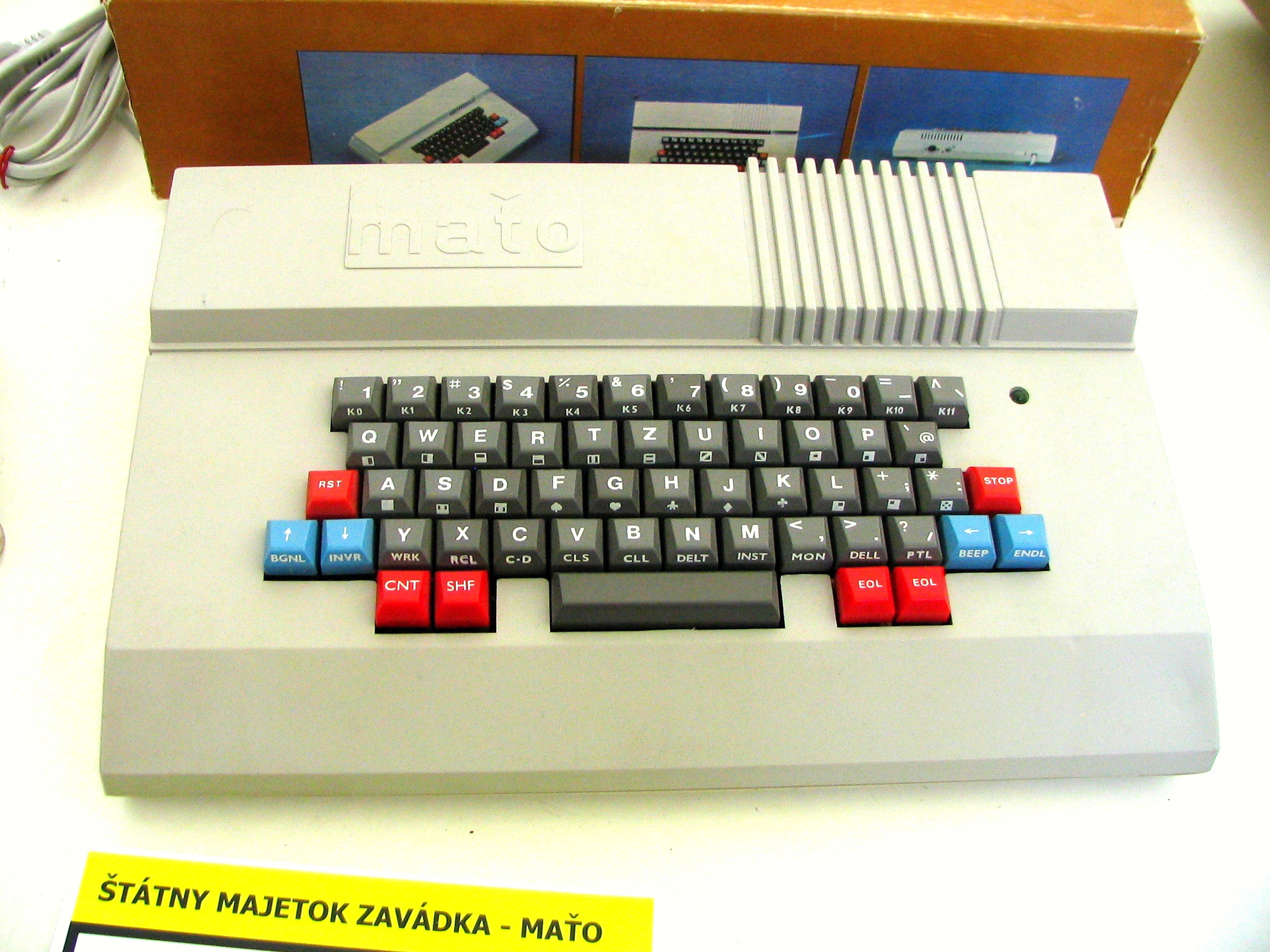
MAŤO homecomputer